# مذبحة الأبرياء

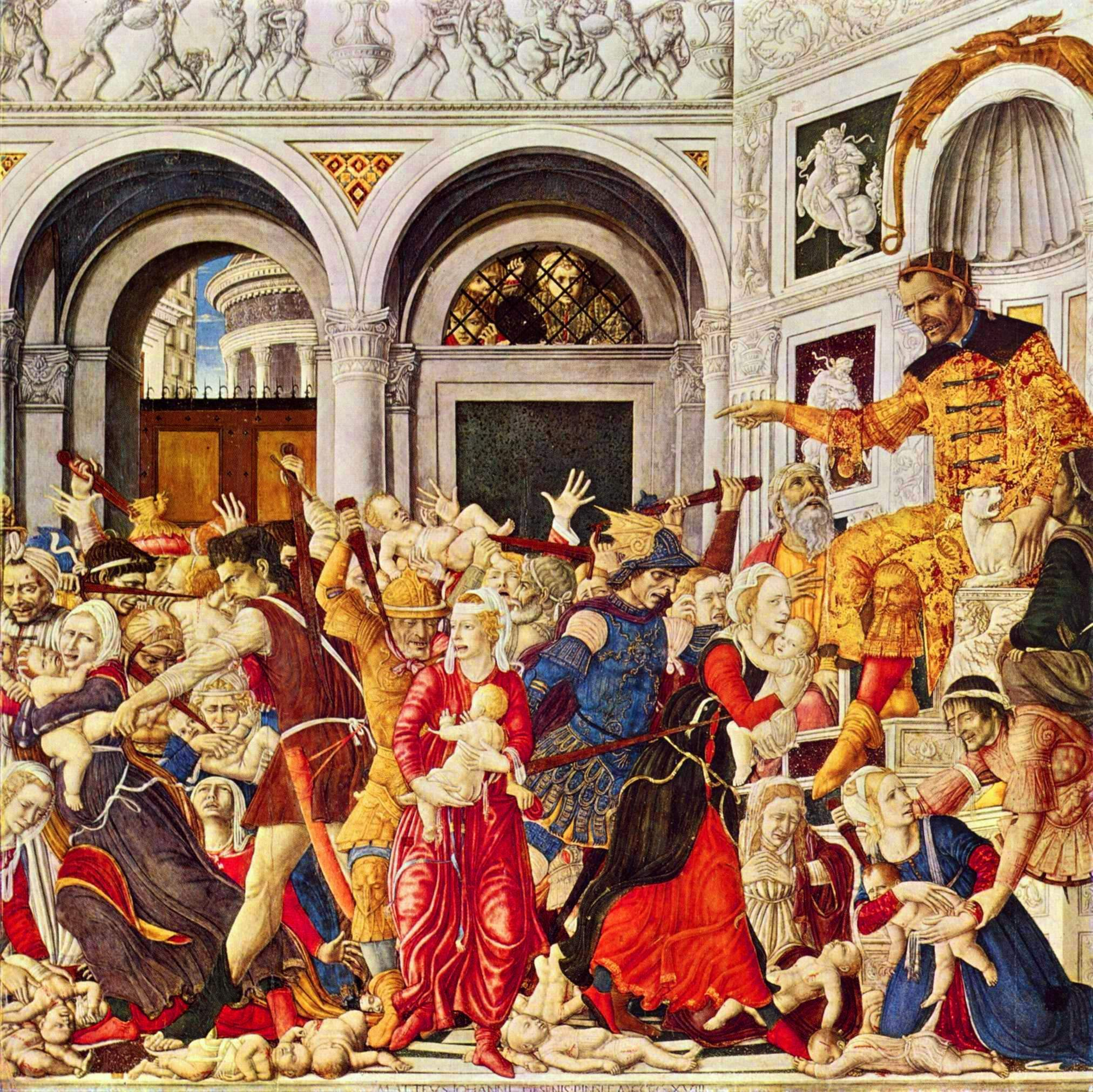
مذبحة الأبرياء في بيت لحم

مذبحة الأبرياء هي مذبحة قام بها هيرودس الكبير ذكرت في إنجيل متى (2 : 16-18) ولم تذكر في أناجيل أخرى أو أبوكريفا مبكرة باستثناء إنجيل يعقوب 22. يقص متى أن الملك هرودس أمر بذبح كل الأولاد الذكور في بيت لحم ليتجنب فقدان ملكه إلى «ملك اليهود» المولود الذي أعلن المجوس ولادته.
لا يعتبر معظم مؤرخي سيرة هيرودس في العصر الحديث القصة كحدث تاريخي حقيقي. ويصف عدة علماء قصص طفولة المسيح الأخرى كقصص تقديس أشخاص صالحين خلاقة تاريخية.